# Ancylandrena
Ancylandrena is een geslacht van vliesvleugelige insecten uit de familie Andrenidae

## Soorten
- A. atoposoma (Cockerell, 1934)
- A. koebelei (Timberlake, 1951)
- A. larreae (Timberlake, 1951)
- A. rozeni Zavortink, 1994
- A. timberlakei Zavortink, 1974